# 妙見之森吊椅

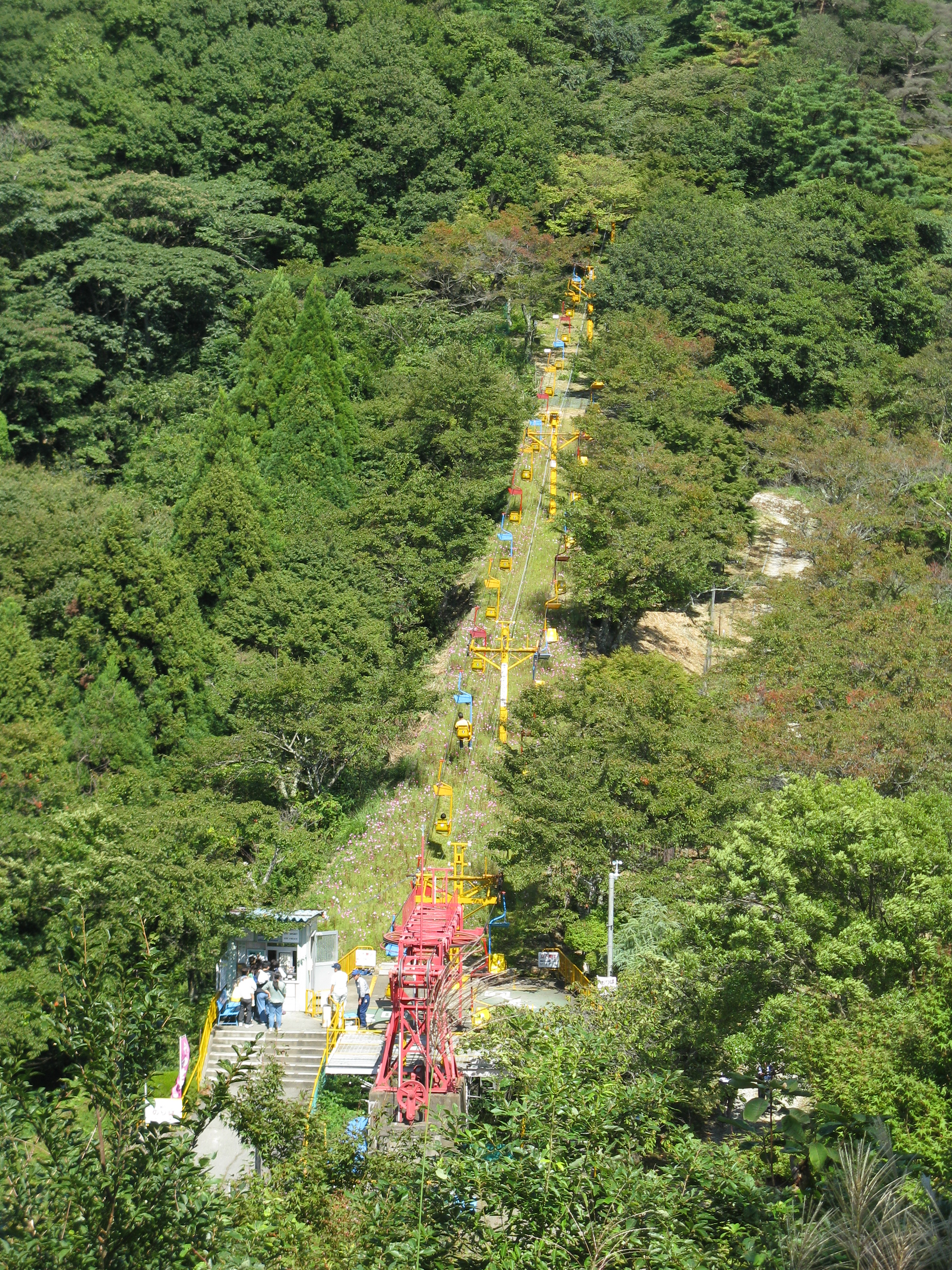
妙見吊椅

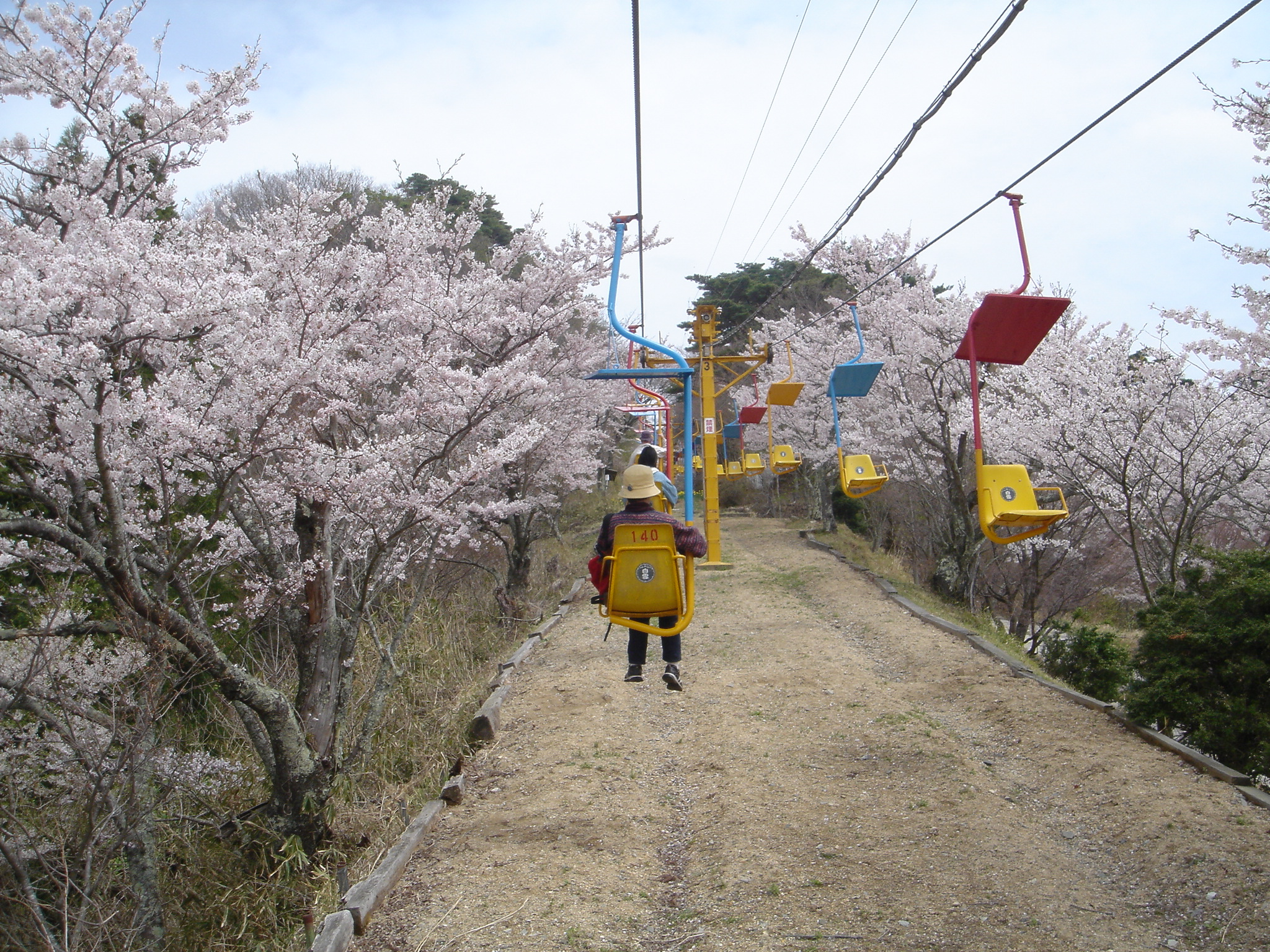
在索道沿線可看見櫻花樹。索道下還有種花。

妙見之森吊椅（日语：／）是位於兵庫縣川西市內，由能勢電鐵經營的吊椅。在2013年3月16日改名為妙見吊椅。正式名稱為索道線。乘坐吊椅可前往能勢妙見堂和妙見山山頂。在戰前，該區間曾經設有妙見鋼索鐵道（上部線），於戰時中由於成為不要不急線要撤走。在戰後，能勢電鐵由於再開發建設費的考慮下，改為建設吊椅。
在戰前，妙見鋼索鐵道上部線於親睦廣場（舊・妙見之水廣場）附近設有彎道，由於吊椅需要建設在直線上，因此吊椅的下站（親睦廣場乘車處）建設在彎位上。距離妙見之森纜索線的纜索山上站五分鐘步行距離。
在冬天時期，除了年初和於能勢妙見山舉行火祭的2月11日外，其他日子暫停服務（詳細參見官方網站妙見之森吊椅 （页面存档备份，存于）網站）。

## 路線數據
- 路線距離（營業距離）：0.58公里
- 車站數目：2個（包括起終點站）
- 高低差：88米

## 票价
成人單程360日圓，來回700日圓。小童單程180日圓，來回350日圓（2019年10月1日修正）。

## 歷史
- 1925年（大正14年）8月1日 - 妙見鋼索鐵道下部線（瀧谷 - 中間之間）和上部線中間 - 妙見山之間開通[3] 。
- 1944年（昭和19年）2月11日 - 妙見鋼索鐵道下部線和上部線廢除，供出（日语：金属回収令）物資[3]。
- 1960年（昭和35年）8月27日 - 能勢電氣軌道（現時：能勢電鐵）的妙見吊椅 鄉土館前（現時：妙見之水廣場前）至妙見山之間開通[3]。
- 1989年（平成元年）7月1日 - 鄉土館前改名為展望公園前。
- 1993年（平成5年）10月1日 - 展望公園前改名為妙見之水廣場前。
- 2013年（平成25年）3月16日 - 「妙見吊椅」改名為「妙見之森吊椅」[1]。妙見之水廣場前改名為親睦廣場。

## 索道站
親睦廣場（34°55′27″N 135°27′35.4″E / 34.92417°N 135.459833°E） - 妙見山（34°55′38.6″N 135°27′52.4″E / 34.927389°N 135.464556°E）
妙見山乘車處位於山頂一方。

## 接續路線
- 親睦廣場：妙見之森纜索線（纜索山上站）

## 注腳
1. 1 2  妙見山の各施設が生まれ変わります！PDF（日語） - 能勢電鐵新聞稿，2013年2月28日
2. ↑  消費税率・地方消費税率の引き上げに伴うケーブル旅客運賃改定の認可についてPDF（日語） - 能勢電鐵，2019年9月5日。
3. 1 2 3  曾根悟（監修）. 朝日新聞出版分冊百科編集部（編集） , 编. . 週刊朝日百科. 14号 神戸電鉄・能勢電鉄・北条鉄道・北近畿タンゴ鉄道. 朝日新聞出版. 2011-06-19: 16–17 （日语）.

## 外部連結
- 妙見之森吊椅 （页面存档备份，存于） - 能勢電鐵
- 维基共享资源上的相關多媒體資源：妙見之森吊椅